# خاقانات آوار
خانات آوار کنفدراسیونی از صحرانشینانی بود که در دورهٔ قرون وسطای اولیه توسط آوارهای اوراسیایی تشکیل شد. آوارها کنفدراسیونی از قبایل اوراسیا واقع در استپ‌های آسیای مرکزی بودند که دارای ریشه‌ها و وابستگی‌های قومی زبانی ناشناخته ای بودند. این خانات در جلگهٔ پانونی، واقع در اروپای مرکزی، در ۵۶۷ میلادی تأسیس شد و تا ۸۰۴ به طول انجامید.

## تاریخچه

### ورود به اروپا
آوارها در سال ۵۵۷ میلادی احتمالاً از نواحی قفقاز شمالی یک سفیر به قسطنطنیه فرستادند که به عنوان نخستین ارتباط آن‌ها با امپراتوری بیزانس شناخته می‌شود. آن‌ها در ازای دریافت طلا موافقت کردند که قبیله‌های سرکش و یاغی را از طرف بیزانس مورد تعقیب و فرمانبرداری درآوردند. آنها قبایل مختلفی از جمله کیوتریگس‌ها و سابیرها را تسخیر و مطیع نمودند و مردم آنتیس را از بین بردند. آوارها در سال ۵۶۲ میلادی توانستند استپ‌های شمال دریای سیاه و حوضه‌های پایین رود دانوب را تحت کنترل خود در بیاورند. آوارها تا زمانی که توانستند وارد بالکان شوند یک گروه ناهمگون شامل ۲۰۰۰۰ سوارکار را شکل دادند. بعد از آنکه امپراتور بیزانس ژوستینین یکم آن‌ها را سرکوب کرد، آوارها به سمت شمال غرب و ژرمانیا حرکت نمودند گرچه با مقاومت و مخالفت فرانک‌ها از پیشروی آوارها در این سمت جلوگیری شد.